# Liste der Bodendenkmäler in Meschede
Die Liste der Bodendenkmäler in Meschede enthält die denkmalgeschützten unterirdischen baulichen Anlagen, Reste oberirdischer baulicher Anlagen, Zeugnisse tierischen und pflanzlichen Lebens und paläontologischen Reste auf dem Gebiet der Stadt Meschede im Hochsauerlandkreis in Nordrhein-Westfalen (Stand: Oktober 2010). Diese Bodendenkmäler sind in Teil B der Denkmalliste der Stadt Meschede eingetragen; Grundlage für die Aufnahme ist das Denkmalschutzgesetz Nordrhein-Westfalen (DSchG NRW).
In der Stadt Meschede gibt es insgesamt zwölf Bodendenkmäler.
| Bild                              | Bezeichnung                                      | Lage         | Beschreibung | Bauzeit | Eingetragen seit | Denkmal- nummer |
| --------------------------------- | ------------------------------------------------ | ------------ | --- | ------- | ---------------- | --------------- |
| weitere Bilder                    | Hünenburg                                        | Meschede     | Die Hünenburg stammt aus der Zeit zwischen dem 9. und 10. Jahrhundert. |         |                  | 1               |
| Schiedlike Borg                   | Schiedlike Borg                                  | Freienohl    | Die Schiedlike Borg ist eine 7,7 ha große Wallanlage. |         |                  | 2               |
| Stesser Burg                      | Stesser Burg                                     | Calle        | Die Stesser Burg ist eine Wallanlage. Sie stammt vermutlich aus der vorrömischen Eisenzeit.                                                                                         |         |                  | 3               |
| Wallenstein                       | Wallenstein                                      | Calle        | |         |                  | 4               |
| Reste des Burghauses Beringhausen | Reste des Burghauses Beringhausen                | Beringhausen | |         |                  | 5               |
|                                   | Landwehr zwischen Altenhellefeld und Grevenstein | Grevenstein  | |         |                  | 6               |
| Eiserkaulen                       | Eiserkaulen                                      | Eversberg    | |         |                  | 7               |
|                                   | Hohlwegreste (Kriegerweg Siegen-Rüthen)          | Eversberg    | |         |                  | 8               |
|                                   | Hohlwegreste zwischen Freienohl und Bockum       | Freienohl    | |         |                  | 9               |
| Kloster Galiläa                   | Kloster Galiläa                                  | Meschede     | |         |                  | 10              |
|                                   | Enster Hohlwege nördlich von Enste               | Enste        | |         |                  | 11              |
| Stift Meschede                    | Stift Meschede                                   | Meschede     | Stift Meschede war ursprünglich ein in karolingischer Zeit gegründetes Damenstift. Im 14. Jahrhundert wurde es in eine von männlichen Kanonikern bewohnte Gemeinschaft umgewandelt. |         |                  | 12              |